# Alejandro González (taekwondo)
Alejandro González (4 de julio de 1962) es un deportista argentino que compitió en taekwondo. Ganó dos medallas en el Campeonato Panamericano de Taekwondo en los años 1984 y 1988.

## Palmarés internacional
| Campeonato Panamericano | Campeonato Panamericano | Campeonato Panamericano | Campeonato Panamericano |
| Año                     | Lugar                   | Medalla                 | Categoría               |
| ----------------------- | ----------------------- | ----------------------- | ----------------------- |
| 1984                    | Paramaribo (Surinam)    | Medalla de bronce       | –56 kg                  |
| 1988                    | Lima (Perú)             | Medalla de oro          | –58 kg                  |